# 汪紳文
汪紳文，中國清朝官員，浙江歸安人。
汪紳文爲貢生出身，任漳浦縣知縣。康熙六十年（1721年），台灣府爆發朱一貴事件，諸羅縣知縣朱夔棄城逃往澎湖。清軍克服諸羅縣後，由汪紳文署任知縣。